# Audubon (Iowa)
Audubon – miasto w Stanach Zjednoczonych, w stanie Iowa, stolica hrabstwa Audubon.

## Demografia
W 2000 liczyło 2382 mieszkańców. W 2023 liczba mieszkańców spadła do 1999 osób, a gęstość zaludnienia poniżej 435 osób/km².